# James Franklin (Naturforscher)
James Franklin (ca. 1783 – 31. August 1834) war ein britischer Soldat und Naturforscher. Er war der Bruder des Konteradmirals und Polarforschers Sir John Franklin.
Als Kadett trat er 1805 in die Dienste der Britische Ostindien-Kompanie. Er war erfolgreich an verschiedenen Erkundungen in Indien beteiligt und wurde zum Mitglied der Royal Society. Er gehörte zur 1. bengalischen Kavallerie und war eine Autorität auf dem Gebiet der Geologie. Er unternahm Forschungsreisen in die Central Provinces (Vindhyagebirge) und sammelte Vögel für die Asiatic Society. Noch bevor er in Benares ankam, hatte er Exemplare von 40 Vogelarten beieinander, als er in Sagar ankam, waren es weitere 160 Arten, von denen er auch Zeichnungen anfertigte. 1831 veröffentlichte er Beschreibungen der von ihm gesammelten Vogelarten. Er ist der Erstbeschreiber der folgenden sechs Vogelarten:
- Weißaugenbussard (Butastur teesa)
- Bengalenuhu (Bubo bengalensis)
- Rotschwanzlerche (Ammomanes phoenicurus)
- Orientfeldlerche (Alauda gulgula)
- Rotbauch-Tyrannentimalie (Dumetia hyperythra)
- Indienstammsteiger (Salpornis spilonota)

Die Balge gingen an die Zoological Society of London, aber seine Zeichnungen wurden an die Asiatic Society in Kalkutta zurückgegeben.